# Корі Тейлор
Ко́рі Тодд Те́йлор (англ. Corey Todd Taylor) — фронтмен (вокаліст) американського гурту Slipknot, засновник і вокаліст гурту Stone Sour, менеджер метал-гурту Facecage з Де-Мойн, а також власник студії звукозапису Great Big Mouth Records.

## Біографія
Корі Тейлор народився 8 грудня 1973 року в містечку Де-Мойн (англ. Des Moines), штат Айова, США. Жив він у бідноті, його мати постійно переїжджала з місця на місце, і тому до 12 років Корі встиг пожити у 25 штатах. Свого батька він не знав (мати забороняла їм бачитись) і вперше з ним зустрівся лише у 2005 році.
У дитинстві Корі мав синдром нав'язливих станів — хворобу, що робить людину одержимим із найменшої причини. Корі мав звичку рахувати кроки до 8, права нога рахувала парні числа, а ліва — непарні. Це іноді зводило його матір з розуму.
Першим прикладом для наслідування для Корі був Елвіс Преслі. Корі дізнався про нього від своєї бабусі, яка теж була його прихильницею.
У 1992 році, у віці 19 років Корі захотів створити власний гурт. Разом із його другом Джоелом Екманом, Корі створив гурт Stone Sour. Гурт встиг видати декілька демозаписів, але не став широко популярним, а був відомий лише у вузькому колі прихильників в Айові.
Окрім роботи в гурті, Корі найнявся на роботу до секс-шопу, куди йому допомогли влаштуватися члени гурту Slipknot — Джої, Шон та Мік.
У 1998 році Корі запрошують заспівати декілька пісень Slipknot. Корі погоджується і починає свою участь у гурті як другий вокаліст, але незабаром його спів починає займати набагато більшу частину музики ніж спів першого вокаліста Андерса Колзефіні. Гурт вирішує поставити Андерса на бек-вокал, давши тим самим змогу Корі виконувати майже всі вокальні партії Slipknot. Ображений Андерс незабаром покидає гурт, залишивши в ній лише одного соліста. Але Корі не сильно турбувала доля Slipknot, у нього був свій гурт Stone Sour і саме йому він хотів приділяти свою увагу. Тоді учасники Slipknot зневірившись загрожують вигнати Корі з його роботи в секс-шопі, куди вони його влаштували, і він вирішує покинути Stone Sour і приділити свою увагу Slipknot.
17 вересня 2002 року партнерка Корі Тейлора Скарлетт народила сина, якого назвали Ґріффін Паркер Тейлор. Корі був щасливий бачити, як його дитина росте, але саме в цей час почав сильно пити.
11 березня 2004 року Корі одружився зі своєю нареченою Скарлетт. Весілля було тихе і з цього приводу не було ніякого галасу в пресі.
У 2005 році в Корі знайшов свого зниклого батька.
Я знайшов свого тата! Практично моя дружина знайшла мого батька, і він один із найкрутіших чуваків на планеті.
Я перший раз розмовляв з ним, після того, як моя дружина знайшла його, це було дуже, дідько, дуже емоційно. Ми «плакали» хвилин 20. Це було дійсно інтенсивно. Я ніколи не знав, ким був мій тато. Я навіть не знав, як його звуть. Він знав, що я народився, але моя мати сказала, щоб він пішов з мого життя. Так або інакше, але моя дружина почала говорити про це з моєю матір'ю. Вона зрозуміла, що я вже не маленький, що у мене є своя сім'я, і я маю право знати правду. Вона дала моїй дружині його ім'я і всю інформацію про нього. Моя дружина найняла приватного детектива, і він знайшов його. У цей момент я був у турі в Південній Америці. Це було так несподівано, до мене підійшли і сказали: «Ми знайшли вашого батька». Мій батько жив у Сан-дієго разом зі своєю дружиною. Я настільки щасливий, дідько, я навіть не можу виразити це в словах. Я був дуже щасливий у цей момент.

[…]після того, як він і його родина дізналися про те, що я в складі гурту Slipknot, вони запитали дитину по сусідству, чи чув він Slipknot? І він сказав: «Чувак, це дивовижний гурт, але співак — лайно.»
Корі до знайомства зі своїм батьком присвятив йому багато пісень, як-от Eyeless і Eeyore.
Після туру на підтримку Slipknot Корі знов повертається до Stone Sour і до цього моменту у нього відбулася повна переоцінка цінностей. Гурт видає свій другий альбом «Come What(ever) May» успішніший, ніж перший.
У 2007 році Корі Тейлор записує і знімається в кліпі на пісню «I'm not Jesus» разом із гуртом Apocalyptica.
У 2008 році Корі Тейлор розлучився зі своєю дружиною Скарлетт Тейлор.
У 2020 випустив альбом CMFT.

## Дискографія

### Slipknot
- 1998 — Roadrunner Records Demo
- 1999 — Slipknot
- 2001 — Iowa
- 2004 — Vol. 3: The Subliminal Verses
- 2005 — 9.0: Live
- 2008 — All Hope Is Gone
- 2014 — .5: The Gray Chapter
- 2019 — We Are Not Your Kind
- 2022 — The End. So Far.

### Stone Sour
- 2002 — Stone Sour
- 2006 — Come What(ever) May
- 2010 — Audio Secrecy
- 2012 — House of Gold and Bones Pt. 1
- 2013 — House of Gold and Bones Pt. 2
- 2015 — Meanwhile in Burbank
- 2017 — Hydrograd

### Інше
- 2000 — Primitive (Soulfly)
- 2001 — Strait Up (Snot)
- 2002 — Rise Above: 24 Black Flag Songs to Benefit the West Memphis Three (Rollins Band)
- 2005 — The All-Star Sessions (Roadrunner United)
- 2006 — III (Facecage) (Продюсер)
- 2007 — Worlds Collide (Apocalyptica)
- 2007 — Systematic Chaos (Dream Theatre)
- 2008 — Redemption (Walls of Jericho) (Продюсер)
- 2008 — Third studio album (Zeromind)
- 2009 — IV (Facecage) (Продюсер)
- 2009/2010 — (solo) album
- 2016 — The Serenity of Suffering (Korn)